# Zei’ou Wan
Zei’ou Wan (chinesisch 贼鸥湾 ‚Sturmvogelbucht‘) ist eine Bucht von King George Island im Archipel der Südlichen Shetlandinseln. Sie liegt südwestlich der Landspitze Xibeizhanqiao Bandao an der Küste Sancha Hai’an auf der Westseite der Fildes-Halbinsel. Die Bucht ist gekennzeichnet durch schroffe Ufer.
Chinesische Wissenschaftler benannten sie 1986 im Zuge von Vermessungs- und Kartierungsarbeiten.